# Bitwa pod Näfels
Bitwa pod Näfels – starcie zbrojne, które miało miejsce 9 kwietnia 1388 w toku wojny austriacko-szwajcarskiej (1385–1388).
Po bitwie pod Sempach, w której poległ Leopold III Habsburg, wojna austriacko-szwajcarska toczyła się dalej. Obie strony dokonywały podjazdów i niszczyły nieprzyjacielskie posiadłości. Szwajcarom udało się zająć habsburskie miasteczko Wesen położone w pobliżu jeziora Walensee. Po dołączeniu się do Związku Szwajcarskiego kantonu Glarus, Austriacy wysłali kolejną ekspedycję dowodzoną przez hrabiego Hansa von Sargansa. Jego wojska wtargnęły w dolinę przegrodzoną starym murem rzymskim i paląc po drodze wsie doszły do miejscowości Näfels.
Tutaj też w dniu 9 kwietnia we mgle i śnieżycy doszło do decydującej bitwy. Uzbrojeni w prostą broń (halabardy i łuki) szwajcarscy chłopi i pasterze zajęli dobrze umocnione pozycje na wzgórzach, z których obrzucili głazami maszerującą wąską doliną austriacką konnicę, która w popłochu wpadła na własną piechotę. W tym momencie nastąpił atak Szwajcarów, którzy zaatakowali niepostrzeżenie od tyłu. Austriacy stracili kilkuset ludzi. Podczas odwrotu pod uciekającymi Austriakami zawalił się most, co umożliwiło Helwetom całkowite rozbicie armii Austriaków.
Rezultatem tej bitwy był traktat pokojowy z Austrią, na mocy którego zrzekła się ona swoich posiadłości pomiędzy Alpami a Renem. Datę bitwy uważa się za początek istnienia niepodległej Szwajcarii. Poległych w bitwie Szwajcarów upamiętniono kaplicą wybudowaną w 1389 roku.